# ALICE IX 謀反
『ALICE IX 謀反』（アリス・ナイン むほん）は、1981年7月にアリスがリリースした9枚目のオリジナル・アルバム。

## 解説
1972年5月にデビュー、1981年11月に活動休止したアリスの当時最後となったアルバム。先行シングル「エスピオナージ」を収録している。
ジャケットはメンバー3人ともサングラスをかけた重々しい写真となっており、これまでのアリスの世界観とは異なる印象を見せる。楽曲制作の面でも谷村新司による作詞・作曲が半数を占めている。
収録された全11曲の大半はキーボーディスト難波正司の手によって編曲されている。
1994年5月25日にCD化されている。
2009年7月22日にSHM-CD化されている。

## 収録曲

### SIDE 1
1. WELCOME(2分06秒)
  - 作詞:難波正司&Tomy／作曲:難波正司／編曲:矢沢透
2. LIBRA－右の心と左の心－(3分40秒)
  - 作詞・作曲:谷村新司／編曲:難波正司
3. 荒ぶる魂－Soul on Burning Ice－(4分26秒)
  - 作詞:谷村新司／作曲:堀内孝雄／編曲:六川正彦・難波正司
4. SILENT MAN－静かなる男－(3分55秒)
  - 作詞:谷村新司／作曲:堀内孝雄／編曲:難波正司
5. MOON SHADOW(4分39秒)
  - 作詞・作曲:谷村新司／編曲:難波正司
6. ハドソン河－Hudson River－(6分18秒)
  - 作詞・作曲:谷村新司／編曲:難波正司

### SIDE 2
1. マリー・ダーリン－Mary Darling－(3分22秒)
  - 作詞:谷村新司／作曲:堀内孝雄／編曲:六川正彦
2. I.C.WORLD(3分31秒)
  - 作詞:谷村新司／作曲:矢沢透／編曲:難波正司
3. CAT IN THE RAIN(4分25秒)
  - 作詞:谷村新司／作曲・編曲:矢沢透・難波正司
4. エスピオナージ－Espionage－(4分35秒)
  - 作詞・作曲:谷村新司／編曲:難波正司
5. 風は風－Windy or Breezy－(7分56秒)
  - 作詞・作曲:谷村新司／編曲:難波正司